# 叉肢华溪蟹
叉肢华溪蟹（学名：Sinopotamon cladopodum）为溪蟹科华溪蟹属的动物。在中国大陆，分布于湖北、四川等地，常生活于海拔150-685 米的山区溪流石块下以及山脚的泥洞中。